# Канин (гора)
Кани́н — горный массив в Юлийских Альпах, на границе Словении и Италии. Самая высокая из вершин массива (Visoki Kanin или Monte Canin Alto) достигает высоты 2587 м.
Массив сложен триасовыми известняками и доломитами, интенсивно закарстован, изобилует пещерами. На Канине находятся такие глубокие пещеры как Чеки-2 (-1502 м), Mala Boka (-1319 м), Renejevo brezno (-1242 м) в словенской части и Complesso del Foran del Muss (-1140 м) на итальянской территории. В 1996 году на Канине была открыта пещера Вртоглавица, с самым глубоким в мире сплошным колодцем −603 м.
На массиве горы Канин расположен горнолыжный курорт, единственный в Словении с высотой выше 2000 м.